# S/2015 (4541) 1
S/2015 (4541) 1 est un astéroïde, satellite de (4541) Mizuno, découvert en mai 2015.